# Радован Кривокапић
Радован Кривокапић (Бачка Топола, 14. август 1978) је бивши српски фудбалер, а данас фудбалски тренер.

## Играчка каријера
Каријеру је почео у Његошу из Ловћенца, где је играо до 1996. године. Затим је сезону 1996/97. провео у Војводини, где није добио шансу, па је прешао у Бечеј и на 24 меча у шампионату 1997/98. постигао три гола. Након тога се вратио у Војводину и постао носилац игре новосадског клуба, за који је од 1998. до 2002. године одиграо 86 лигашких сусрета уз 16 постигнутих голова, а постао је и репрезентативац.
У Црвену звезду је стигао 2002. године. У првој сезони 2002/03. одиграо је 23 утакмице у првенству, док је једини гол постигао против Каирата (3:0) у квалификацијама за Куп УЕФА. Био је стандардан у освајању дупле круне у сезони 2003/04. У шампионату је на 27 утакмица постигао пет погодака, док је у купу на пет мечева једном био стрелац. Звезда није успела да стигне до Лиге шампиона, а Радован је улазио са клупе у оба меча против ПСВ-а (3:2 и 0:5). У домаћем шампионату 2004/05. на 24 меча постигао је шест голова, али клуб није стигао до трофеја, иако је освојио исти број бодова као и сезону раније када се славила титула. Остао је упамћен и његов гол главом у 90. минуту на додавање Александра Луковића у полуфинала купа против Партизана, када је оверио Звездин тријумф од 2:0, али је екипа у финалу кикснула против Железника (0:1), који се недуго након тога и расформирао. Кривокапић је касније изгубио место у стартној постави, па је у шампионату 2005/06. одиграо само девет утакмица, а у купу три. Ипак, по други пут се радовао освајању дупле круне, а тренер је био Италијан Валтер Зенга. Започео је и следећу сезону у Звезди у којој је наступио на три лигашка и два Куп меча, а затим се вратио у Војводину, где је на девет сусрета једном био стрелац.
Интернационалну каријеру градио је у Грчкој наступајући за Верију од 2007. до 2009. године (49 утакмица, четири гола). Затим је од 2009. до 2012. играо у кипарском Енозису из Паралимнија. На 86 првенствених утакмица постигао је 14 голова. Сезону 2012/13. провео је у грчком Ираклису и кипарском Енозису, а током 2013. и 2014. године је био члан Радничког из Крагујевца.
У дресу репрезентације Југославије одиграо је четири утакмице. Дебитовао је 28. јуна 2001. против Парагваја (0:2), а последњи меч за национални тим одиграо је 27. марта 2002. против Бразила (0:1).

## Тренерска каријера
Кривокапић је 2014. године преузео ТСЦ из Бачке Тополе. Ту је за три године прешао два ранга такмичења и увео екипу из „четврте“ у „другу лигу“, а затим је током 2018. године самостално водио и српског лигаша Цемент из Беочина. У септембру 2018. године је постао први помоћник Драгану Окуки који је преузео клупу Војводине. Након што је Окука поднео оставку у новембру 2018. Кривокапић је постављен за тренера Војводине. Као први тренер Војводине, Кривокапић је сезону 2018/19. завршио на седмој позицији Суперлиге, након чега је напустио клуб.

## Трофеји

### Црвена звезда
- Првенство Србије и Црне Горе (2) : 2003/04, 2005/06.
- Куп Србије и Црне Горе (2) : 2003/04, 2005/06.